# Малиновка (Херсонская область)
Малиновка (укр. Малинівка) — село в Генической городской общине Генического района Херсонской области Украины.
Население по переписи 2001 года составляло 2 человека. Почтовый индекс — 75531. Телефонный код — 55-34. Код КОАТУУ — 6522184006.